# Simmesport
Simmesport is een plaats (town) in de Amerikaanse staat Louisiana, en valt bestuurlijk gezien onder Avoyelles Parish.

## Demografie
Bij de volkstelling in 2000 werd het aantal inwoners vastgesteld op 2239.
In 2006 is het aantal inwoners door het United States Census Bureau geschat op 2235, een daling van 4 (-0.2%).

## Geografie
Simmesport ligt aan de oevers van de Atchafalaya River. Volgens het United States Census Bureau beslaat de plaats een oppervlakte van 6,1 km², waarvan 5,6 km² land en 0,5 km² water. Simmesport ligt op ongeveer 14 m boven zeeniveau.
Ten noorden van Simmesport ligt de monding van de Red River, de gekanaliseerde Old River rivierbedding met het Old River Control System stuwencomplex en de aansluiting met de Mississippi.

## Plaatsen in de nabije omgeving
De onderstaande figuur toont nabijgelegen plaatsen in een straal van 32 km rond Simmesport.

## Geboren in Simmesport
- Joe Simon (1943-2021), soul- en r&b-zanger